# Alfredo Toxqui (Politiker)
Alfredo Toxqui Fernández de Lara (* 5. August 1913 in San Pedro Cholula; † 1. April 2004 in Puebla) war ein mexikanischer Arzt, Politiker und Botschafter.

## Leben
Alfredo Toxqui besuchte die Escuela Lafragua und studierte auf dem Colegio del Estado, der Vorgängereinrichtung der Universidad Autónoma de Puebla Medizin. Von 1963 bis 1966 während der 48. Legislaturperiode war er als Nachrückabgeordneter für den Kongress der Union Mexiko vorgesehen. 1979 in seiner Amtszeit als Gouverneur wurde eine Straße von Pahuatlán nach Tlacuilotepec gebaut. Die ihm vorangegangenen Gouverneure des Bundesstaates Puebla übten ihr Amt nicht über die vorgesehene Dauer von sechs Jahren aus.